# 荚膜组织胞浆菌
荚膜组织胞浆菌又称莢膜組織漿菌，是组织胞浆菌属致病真菌，属于双相菌，在组织中及37℃培养基中呈酵母型，在室温下和泥土中呈菌丝型。通常存在于鸟类和蝙蝠的粪便中，常经由呼吸道进入人体，会引起肺炎和败血症样临床表现。
荚膜组织胞浆菌多见于美国的俄亥俄州、密西西比州、密苏里河峡谷；墨西哥南部；加勒比地区和中南美洲。荚膜组织胞浆菌可致犬、猫和人常发的高度接触性传染性组织胞浆菌病，而奶牛、马、羊、猪及啮齿类动物也可自然感染。
荚膜组织胞浆菌也称“美洲型”组织胞浆菌，相对于杜氏组织胞浆菌（Histoplasma duboisii），后者也称“非洲型”组织胞浆菌。